# Stadtteilschule Walddörfer
Die Stadtteilschule Walddörfer (bis 2010: Gesamtschule Walddörfer) ist eine staatliche Stadtteilschule im Hamburger Stadtteil Volksdorf. Die Schule hat zwei Standorte.

## Geschichte
Als Vorläuferschule der heutigen Stadtteilschule gilt die Volksschule Volksdorf, gegründet 1684 als Dorfschule und nach mehreren Zwischenstationen 1931 in den Nordflügel (Im Allhorn 49) des neugebauten Schumacher-Baus eingezogen.  In den Südflügel (Im Allhorn 45) zog die Oberrealschule „Walddörferschule“ ein, später Walddörfer-Gymnasium. 1944 fand wegen der Beschädigung des eigentlich vorgesehenen Ausstellungsgebäudes in der Schule die „Ausstellung Danzig-westpreußischer, pommerscher und mecklenburgischer Künstler“ statt.
In der Nachkriegszeit wurde die Volksschule zur Grund-, Haupt- und Realschule (GHR) umgewandelt. Durch die zunehmende Besiedlung des Einzugsbereichs der Walddörferschule und die Einführung der Elternwahlrechts zum Abitur Ende der 1960er Jahre nahm die Zahl der Schüler am Gymnasium stark zu. Ab 1970 war daher die Auslagerung der GHR-Schule aus dem Schumacher-Bau in Planung, um den gesamten Bau dem Gymnasium zu überlassen. Zugleich wurden auf dem heutigen Gelände der Stadtteilschule Klassen-Pavillons errichtet. 1975 zog die GHR-Schule in die neu errichteten Gebäude am Ahrensburger Weg (u. a. das Doppel-H) und wurde in Grund-, Haupt- und Realschule Ahrensburger Weg umbenannt.
1991 wurde die Gesamtschule Walddörfer gegründet, weil in den Walddörfern 104 Kinder für diese Schulform angemeldet wurden. 1991 gilt entsprechend als Gründungsjahr der Stadtteilschule. Die ersten vier Klassen bezogen zum Beginn des Schuljahres 1991/92 das Schulzentrum Ahrensburger Weg, wo weiter die Grundschule sowie ein Kindergarten untergebracht waren, daneben im Schumacher-Bau das Gymnasium. 1992 kam der zweite Standort am Vörn Barkholt hinzu, zudem wurde am Ahrensburger Weg der Neubau für die Oberstufe errichtet. Im Jahr 2000 verließ der erste Abiturjahrgang die Schule. Im selben Jahr wurde die Sporthalle gebaut; die Schule war ab sofort sechszügig.
2005 wurde das Doppel-H-Gebäude am Ahrensburger Weg mit einem Anbau um sechs Klassenräume ergänzt, die Kosten lagen über einer halben Million Euro. 2010 wurde die Gesamtschule Walddörfer im Rahmen der Hamburger Schulreform in eine Stadtteilschule umgewandelt, so wie alle anderen Gesamtschulen in Hamburg auch. Von 2016 bis 2018 wurde am Standort Ahrensburger Weg ein neues Gebäude mit Klassenräumen und einer eigenen Mensa gebaut.

## Standorte und Gebäude
Der Hauptstandort der Stadtteilschule Walddörfer befindet sich am Ahrensburger Weg 30, dort werden die Klassenstufen 7-10 und die gymnasiale Oberstufe unterrichtet. Der zweite Standort ist am Vörn Barkholt 6, dort werden die Klassenstufen 5 und 6 unterrichtet. Die beiden Standorte sind etwa 500 m voneinander entfernt.
Auf dem Schulgelände am Ahrensburger Weg befinden sich folgende Gebäude (nach Baujahr):
- Doppel-H-Gebäude (1975), ein Serienschulbau vom Typ 68, der in Hamburg etwa 50-mal gebaut wurde.[11] Das dreistöckige Gebäude mit Flachdach ist horizontal in einem Raster von 1,80 m gegliedert. 2005 wurde die Lücke zwischen den beiden nördlichen „Schenkeln des H“ gefüllt.
- Fachraumgebäude mit Verwaltungstrakt
- Oberstufengebäude (1992)
- Mehrzweck-Sporthalle (2000), eine Dreifeld-Sporthalle mit Kletterwand
- Mensa mit Unterrichtsräumen im Obergeschoss (2018),[12] dafür wurde ein einstöckiger Klassenpavillon abgerissen.[13]

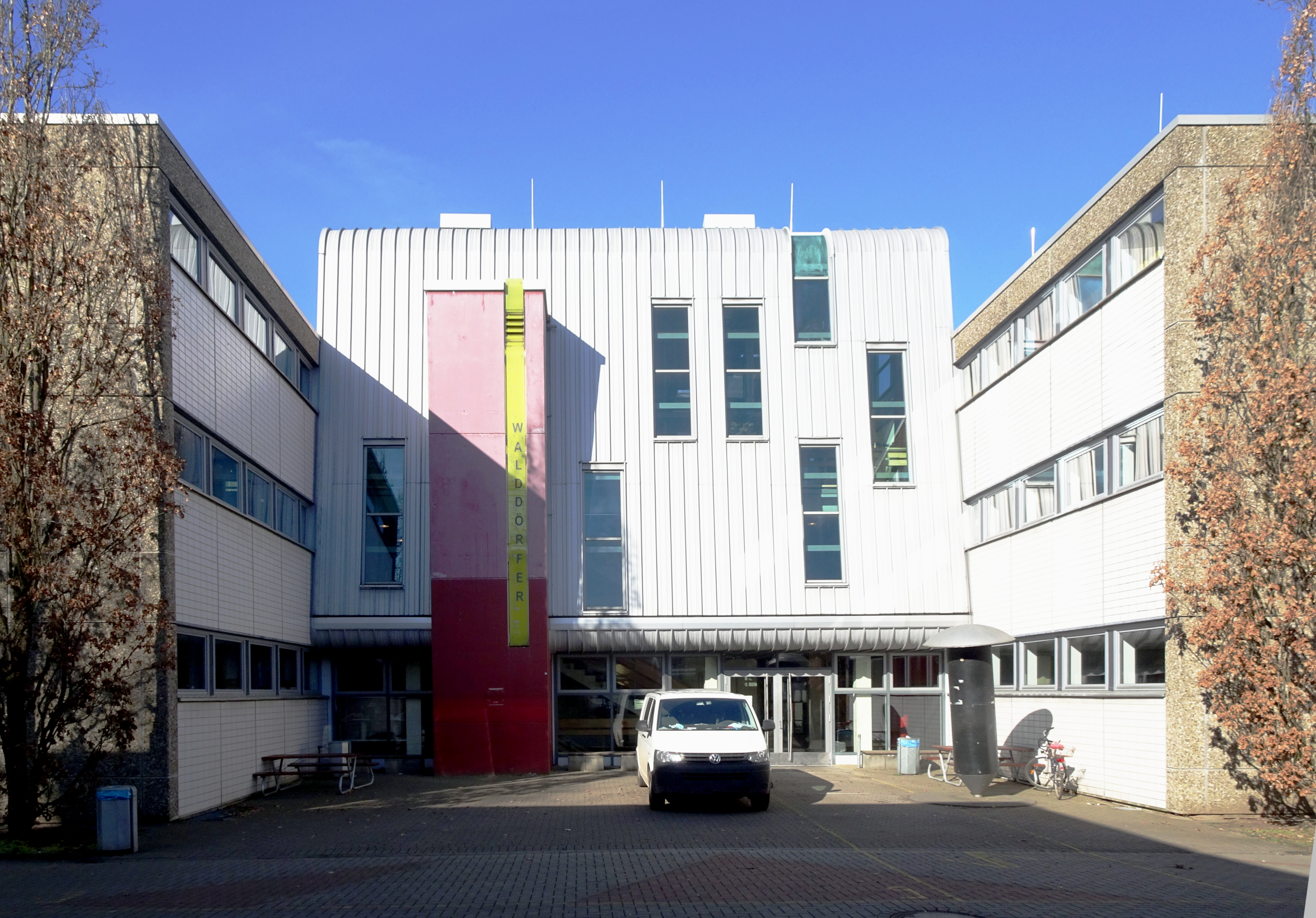
Hauptgebäude (1975), Südeingang
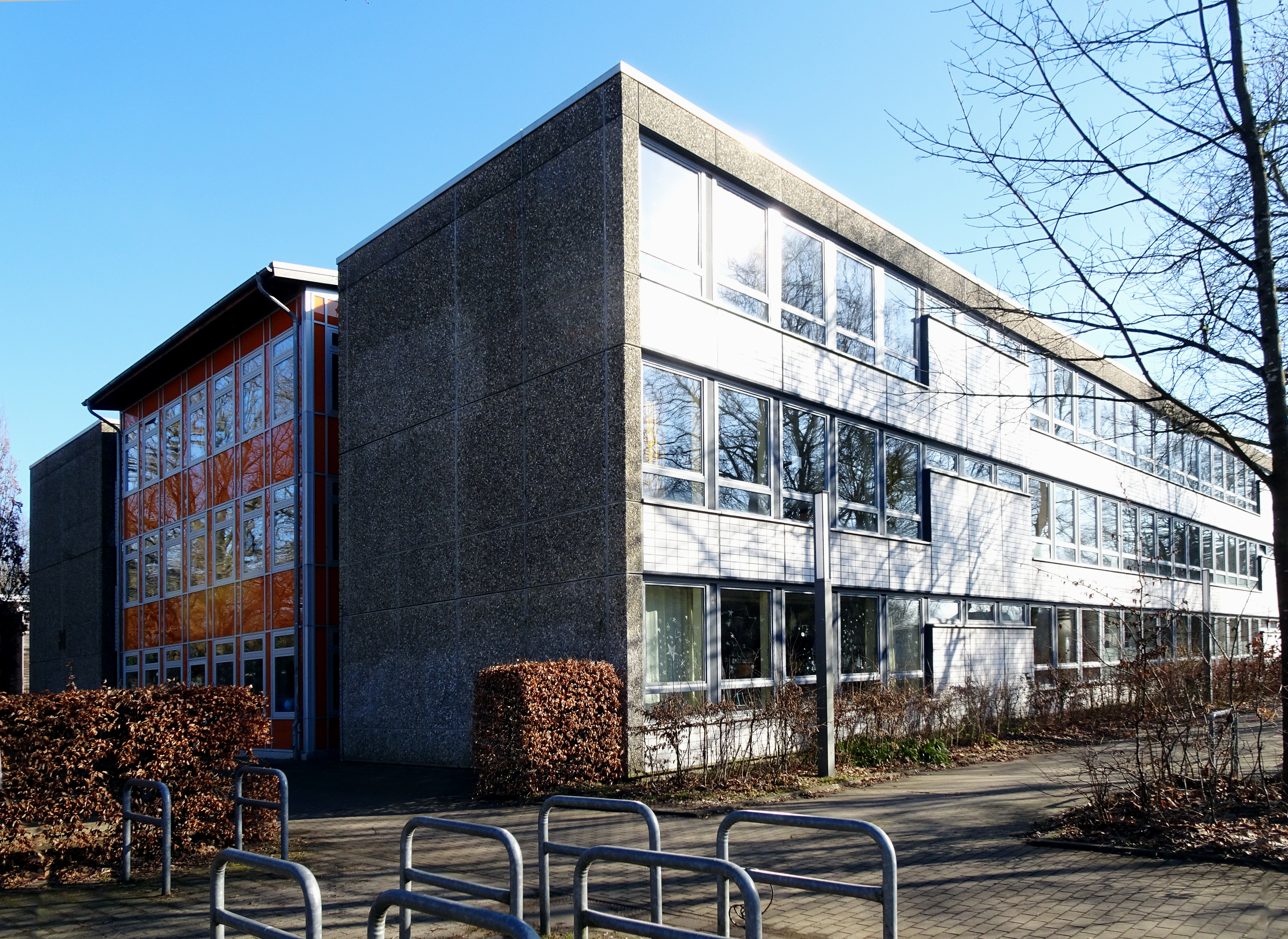
Hauptgebäude (1975), Nordostseite
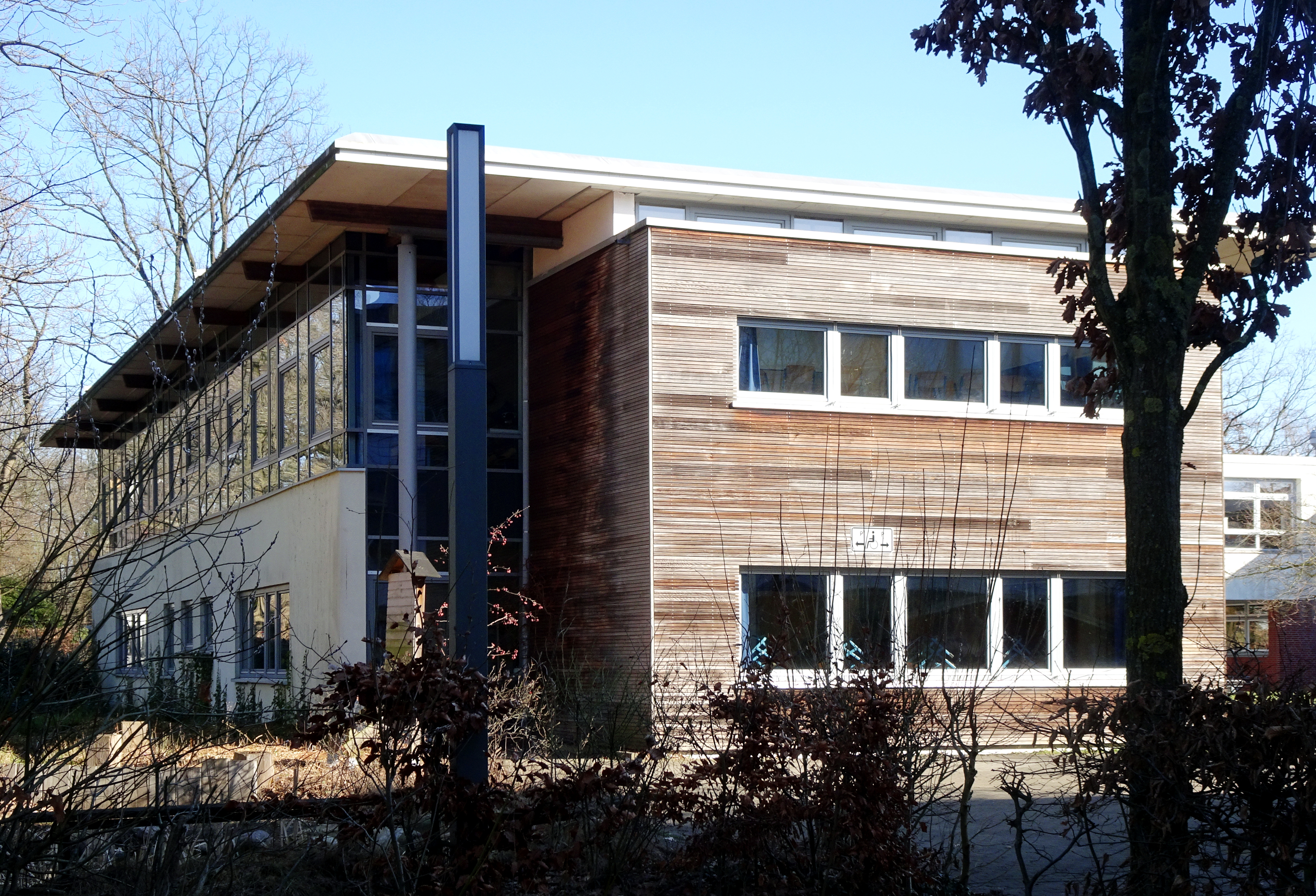
Oberstufengebäude (1992)
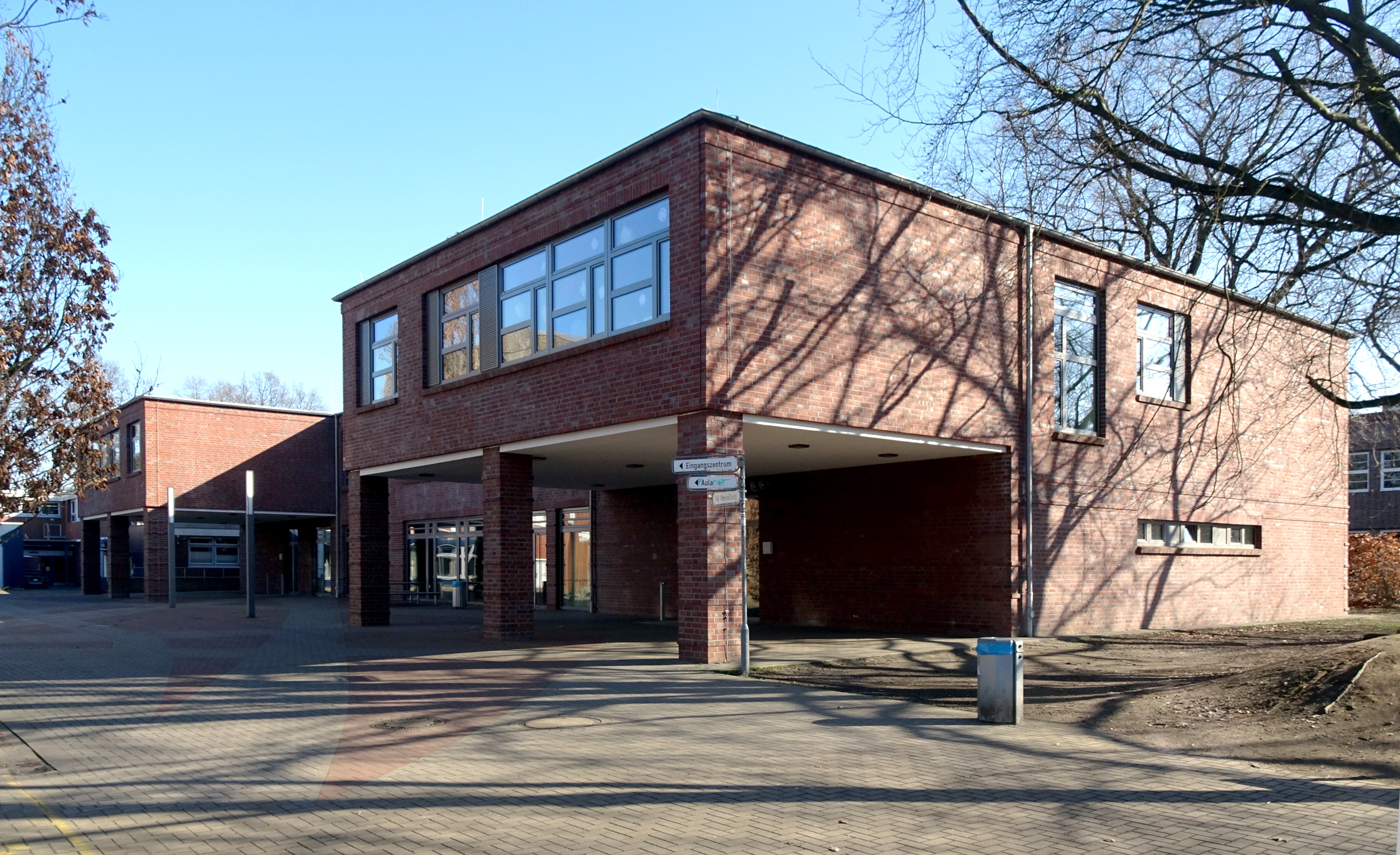
Mensa (2018)

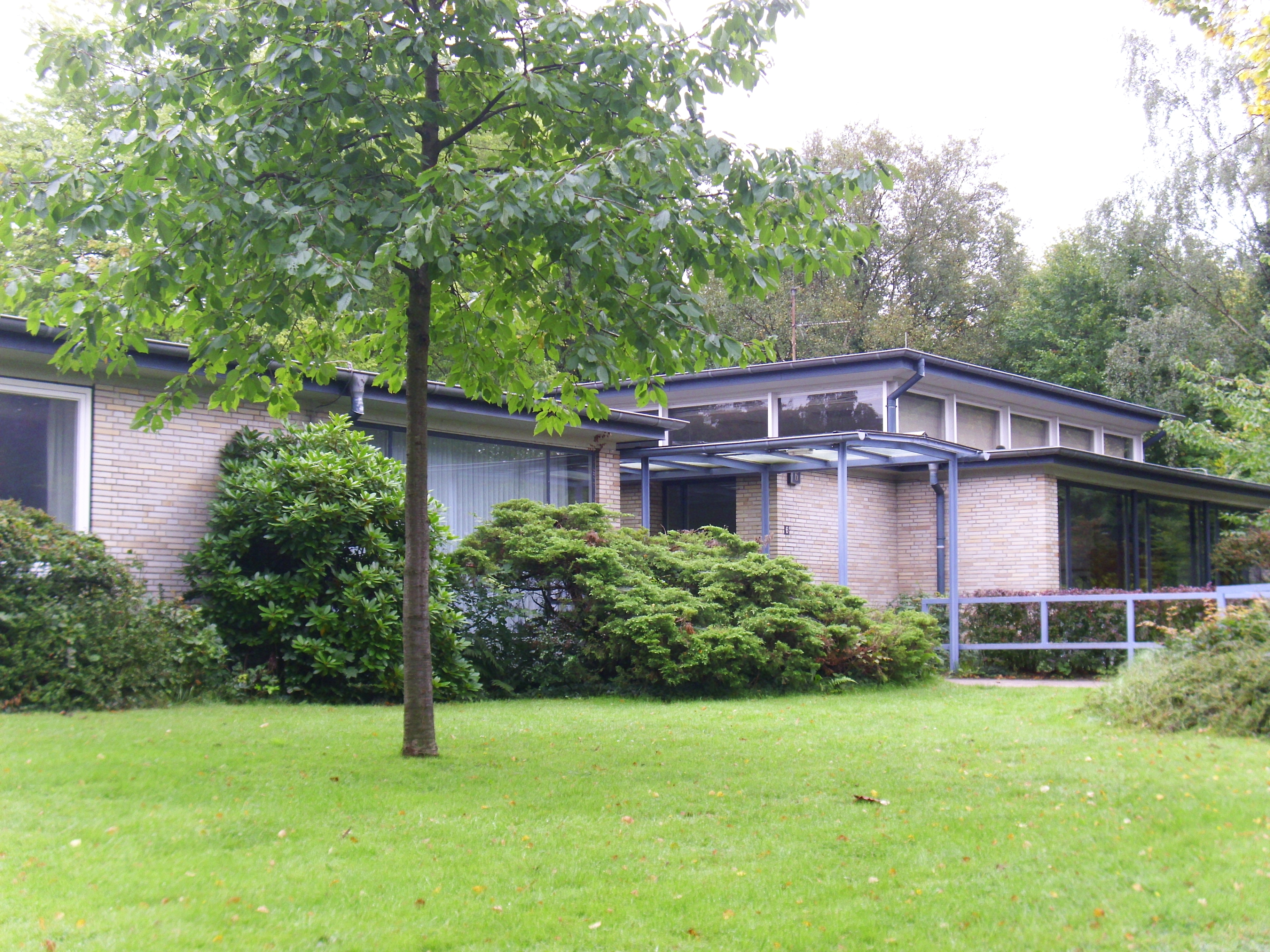
Pavillonbauten am Vörn Barkholt

Die Schulanlage am Vörn Barkholt wurde von 1956 bis 1957 für die Hauswirtschaftsschule Volksdorf errichtet und 1958 erweitert. Die Entwürfe stammten von Godber Nissen und Carl-Friedrich Fischer. Später wurde die Schule in Staatliche Schule für Ernährungs- und Hauswirtschaft umbenannt und diente zur Ausbildung von zuletzt 150 Jugendlichen mit Lernschwierigkeiten zu Hauswirtschaftshelfern. 1992 wurde die Schule geschlossen, um Platz für die Gesamtschule Walddörfer zu schaffen. Die Anlage Vörn Barkholt steht unter Denkmalschutz.

## Schulprofil
Die Schule ist sechszügig gegliedert und umfasst die Klassen 5–13. Mögliche Abschlüsse sind der (erweiterte) ESA, der MSA und das (Fach-)Abitur. Der Unterricht ist überwiegend in Doppelstunden organisiert. Die Sechszügigkeit der Schule soll gemäß dem Schulentwicklungsplan 2019 beibehalten werden, wobei weitere Baumaßnahmen zur Erweiterung in Prüfung sind.
Haupteinzugsbereich der Stadtteilschule waren 2017/18 primär Volksdorf, Rahlstedt  und Sasel, in geringerem Maß auch Farmsen-Berne und Bergstedt und Wohldorf-Ohlstedt. Bei der Erhebung des Sozialindex für Hamburger Schulen 2011 wurde für die Stadtteilschule Walddörfer auf einer Skala von 1 (nachteilige Voraussetzungen der Schülerschaft, höchster Förderbedarf) bis 6 (beste Voraussetzungen, kein Förderbedarf) ein Sozialindex von 5 errechnet. Im Schuljahr 2016/17 hatten etwa 18 % der Schüler einen Migrationshintergrund, weit unter dem Durchschnitt der Hamburger Stadtteilschulen.
In der Oberstufe wurden 2020/21 fünf Profile angeboten:
- Profilgebend: Kunst oder Musik mit Geschichte als Begleitfach
- Profilgebend: Wirtschaft mit Chemie als Begleitfach
- Profilgebend: Geographie und Biologie
- Profilgebend: Informatik mit Physik und PGW als Begleitfach
- Profilgebend: Sport mit Biologie als Begleitfach

Die Stadtteilschule Walddörfer ist eine sogenannte Schwerpunktschule, welche besonders auf Barrierefreiheit und Inklusion ausgelegt sind. Gut 40 % der staatlichen Stadtteilschulen Hamburgs zählten 2020/21 zu den Schwerpunktschulen.

## Außerschulisches
Die Schülerzeitung „Peperoni“ hat 5-mal in Folge den Hamburger Schülerzeitungswettbewerb in der Kategorie Stadtteilschulen gewonnen. Auf Bundesebene erhielt die „Peperoni“ 2019 im Schülerzeitungswettbewerb der Länder den dritten Platz in der Kategorie Gymnasien.
Der Schulsanitätsdienst der Stadtteilschule Walddörfer erreichte 2019 und 2020 einen der zwei ersten Plätze beim Wettbewerb der Hamburger Schulsanitätsdienste, an dem 19 bzw. 20 weiterführende Schulen Hamburgs teilnahmen.